# Molen van Singraven
De Molen van Singraven is een door water aangedreven molen met 3 onderslagraderen op de Dinkel bij Denekamp (gemeente Dinkelland) in Overijssel. Op de linkeroever staat de voormalige oliemolen (thans restaurant); op de rechteroever staan een korenmolen en een houtzaagmolen. De watermolen maakt deel uit van het landgoed Singraven.

## Geschiedenis
De eerste watermolen dateert van voor 1448. In 1515 werden havezate en molen door het klooster van Oldenzaal verkocht aan de graaf van Bentheim. In 1597 werd de oliemolen door oorlogsgeweld geheel verwoest; de korenmolen werd zwaar beschadigd. In 1651 verkocht de toenmalige graaf het landgoed aan Gerhard Sloet van de Oldenhof in Vollehove. In de daaropvolgende periode werd een jeneverstokerij in de molen gebouwd en werden verschillende functies aan de molen toegevoegd. In 1829 kocht Roessingh Udink de molen. Hij liet hem restaureren en uitbreiden met een bakkerij en een houtzaagmolen. Rond 1900 werd de oliemolen ontmanteld.
In 1915 kreeg de Molen van Singraven een nieuwe eigenaar, mr. J.A. Laan uit Overveen, die een grote restauratie liet uitvoeren. Hij liet daarbij de oliemolen afbreken en herbouwen op een nieuwe fundering.
Korenmolen en houtzagerij bleven in bedrijf tot in de jaren zestig van de 20e eeuw. In 1966 overleed de eigenaar, waarna de nieuwe eigenaar de molen opnieuw maalvaardig maakte. De laatste restauratie dateert van 1996-1998.
De Molen van Singraven is gedurende de zomermaanden regelmatig geopend voor bezoekers.

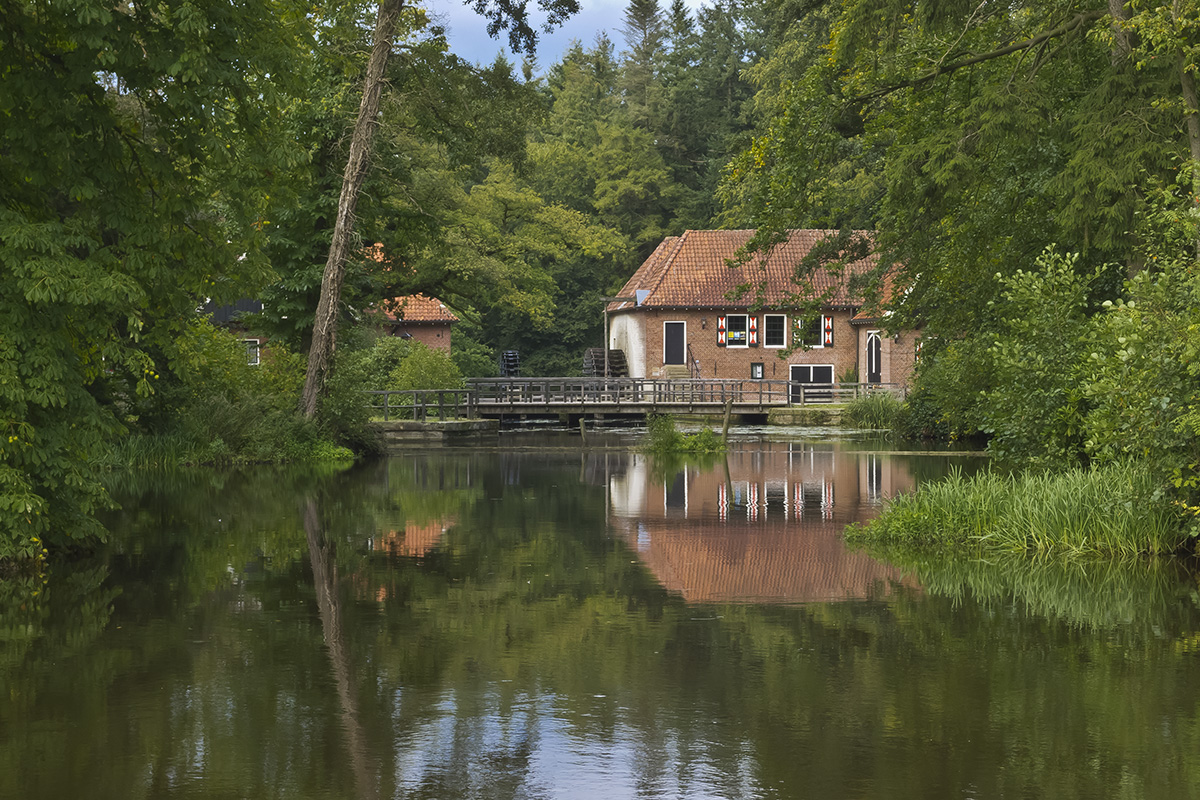
De molen
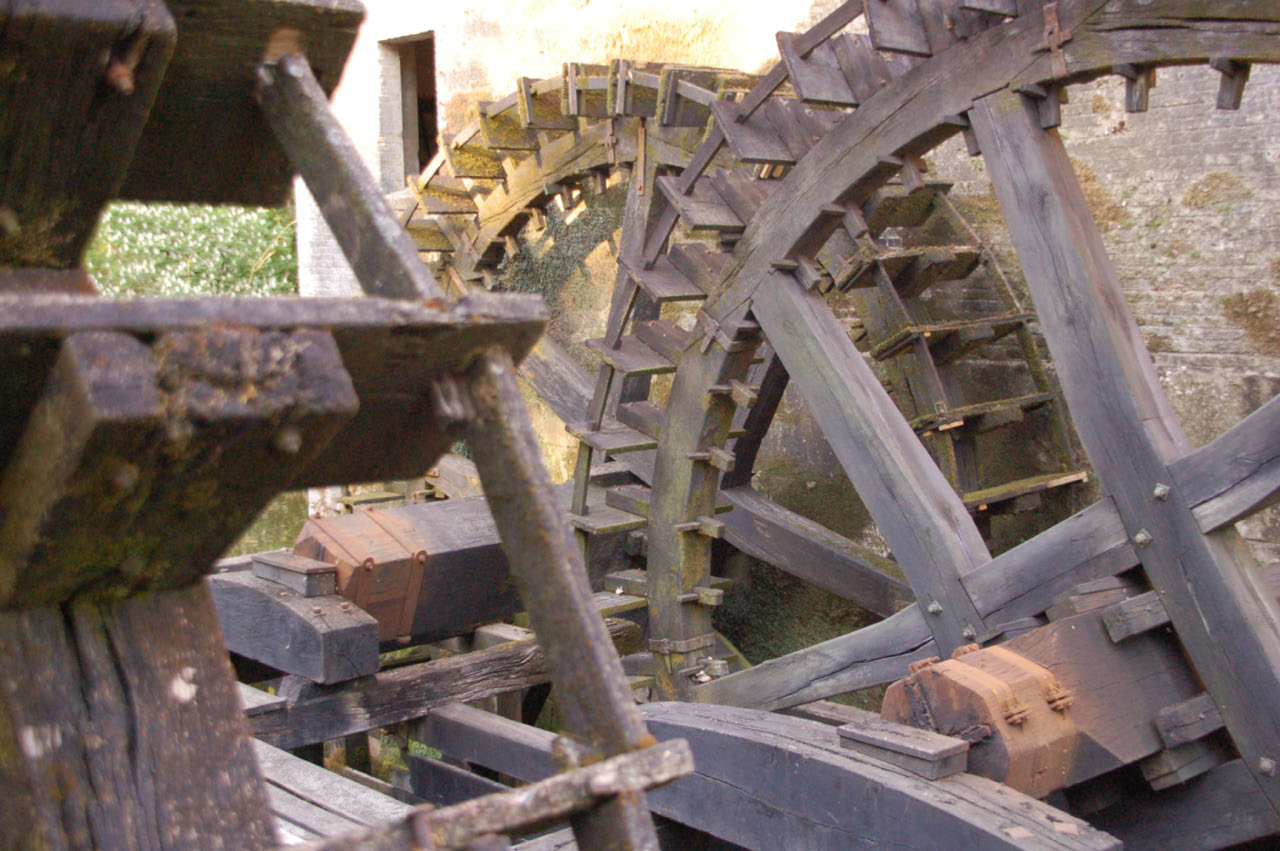
De raderen
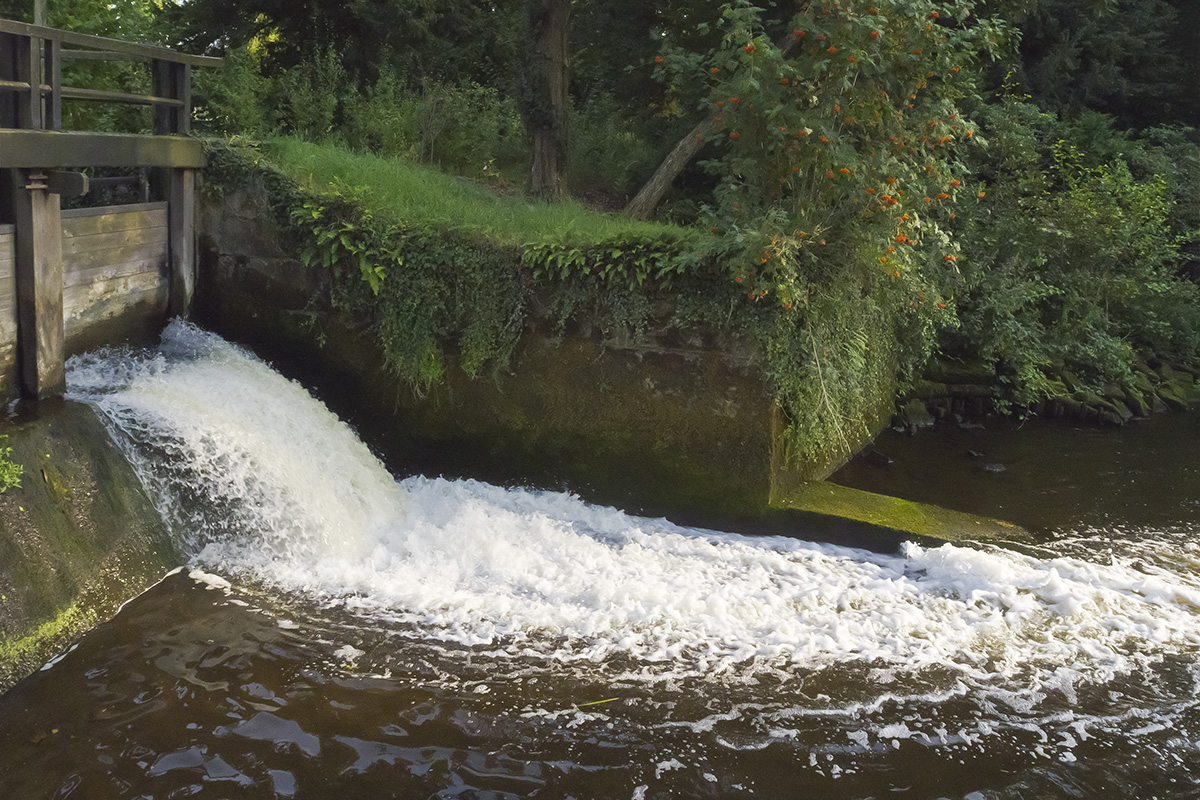
De stuw
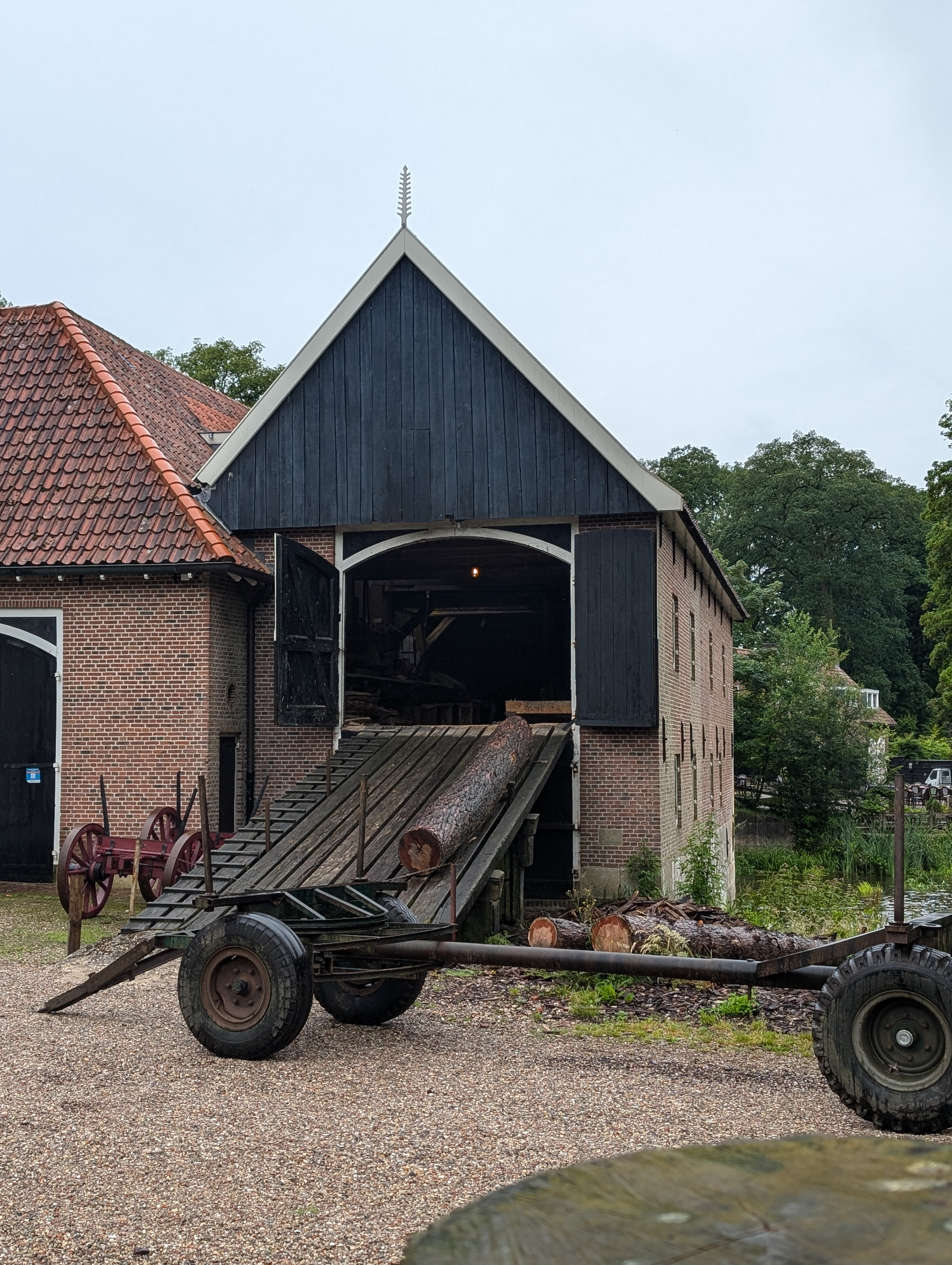
De watermolen, werkend
- Houttoevoer voor de watermolen